# Triết học, Chính trị học và Kinh tế học
Triết học, Chính trị học và Kinh tế học (tiếng Anh: Philosophy, Politics and Economics, viết tắt: PPE) là một khóa học liên ngành, trong đó bao gồm các lĩnh vực triết học, khoa học chính trị và kinh tế. Khóa học được cung cấp tại Đại học Oxford lần đầu tiên vào năm 1920, chẳng bao lâu sau đó cũng tại Đại học Cambridge. Kể từ thiên niên kỷ mới, khóa học tương tự cũng phổ biến ở ngoài Vương quốc Anh.

## Lịch sử và phổ biến
Khóa học này lần đầu tiên được giới thiệu vào những năm 1920 tại Balliol College, Đại học Oxford, với tên là Modern Greats. Khóa này thay thế khóa học Greats, được gọi ở Oxford cho ngành Khoa học cổ cổ điển, vì nó dường như không còn hợp với những đòi hỏi về chính trị hiện đại, bởi vì nó đã không xuất hiện cho đến nay cho nhu cầu chính trị hiện đại. Một chương trình tương tự đã được giới thiệu ở Đại học Cambridge năm 1921.
Trong số những người tốt nghiệp PPE có tiếng từ „Oxbridge“ có nhiều chính trị gia hoặc công chức có chức vụ cao, trong số đó có: 
- Trong Đảng Bảo thủ: David Cameron, William Hague, Jeremy Hunt, Philip Hammond, David Willetts, George Young,[2] Nigel Lawson[3]
- Trong Công đảng Anh: Ed Balls, David Miliband, Ed Miliband, Peter Mandelson, Jacqui Smith, Ruth Kelly, James Purnell[2]
- Trong Đảng Dân chủ Tự do Anh: Danny Alexander, Chris Huhne,[2] Shirley Williams[3]

Các khóa học tại Oxford và Cambridge đáp ứng một chức năng xã hội tương tự như Trường Quốc gia Hành chính Pháp (ENA). Sinh viên tốt nghiệp nổi tiếng khác của chương trình tại Oxford bao gồm triết gia Isaiah Berlin , Aung San Suu Kyi, chính trị gia Myanmar, người được giải Nobel Hòa bình, Benazir Bhutto, cựu thủ tướng Pakistan, Tony Abbott, cựu thủ tướng Úc và Bill Clinton, tổng thống Hoa Kỳ, mặc dù ông không hoàn tất khóa học.
Trong những năm 1980, khóa học PPE cũng được đưa vào các trường đại học Anh khác, trong đó có Đại học Warwick và Đại học York. Hiện thời, khóa học với sự kết hợp các ngành học như trên được cung cấp tại nhiều trường đại học khác nhau trên thế giới.

## PPE ở Đức
Tại Đức, Đại học Mannheim cung cấp ngành (Cử nhân và Thạc sĩ "Văn hóa và Kinh tế" với cốt lõi Triết học), Đại học Witten / Herdecke và Karlshochschule International University ở Karlsruhe, khóa học kết hợp các ngành Triết học, Chính trị và Kinh tế với bằng Cử nhân. Đại học Ludwig Maximilian München và Đại học Witten / Herdecke có khóa học thạc sĩ PPE. Tại trường đại học khác có các khóa học tương tự, như khóa học Triết học & Kinh tế tại Đại học Bayreuth hoặc Cử nhân Khoa học Quản lý, Triết học & Kinh tế tại trường Frankfurt Tài chính và Quản lý.